# Борисенко Олександр Олександрович
Олександр Олександрович Борисенко (нар. 21 липня 1987, Українська РСР) — український футболіст, воротар.

## Життєпис
Вихованець футбольних шкіл запорізьких клубів «Динамо» та «Металург», кольори яких захищав у юнацьких чемпіонатах України (ДЮФЛУ). 13 травня 2004 року розпочав футбольну кар'єру в другій команді запорізького «Металурга». У 2010 році виїхав до Литви, де став гравцем першолігового клубу «Таурас» (Таураге). Під час зимової перерви сезону 2012/13 року залишив литовський клуб. Влітку 2013 року підсилив склад ФК «Полтава». По завершенні першої частини сезону 2013/14 років залишив команду. З 2014 по 2016 рік захищав кольори «Таврії-Скіфа» в аматорському чемпіонаті України. У 2017 році зіграв 12 матчів за «Мотор» в чемпіонаті Запорізької області.